# بين بروكس
بين بروكس (بالإنجليزية: Ben Brooks)‏ هو سياسي أمريكي، ولد في 11 أغسطس 1958 في موبيل في الولايات المتحدة. حزبياً، نشط في الحزب الجمهوري.